# Schubborstbabbelaar
De schubborstbabbelaar (Argya aylmeri synoniem: Turdoides aylmeri) is een zangvogel uit de familie Leiothrichidae. Deze vogel is genoemd naar de Britse ontdekkingsreiziger Gerald Aylmer (1856-1936) die deelnam aan de expeditie naar Somaliland in 1884-1885 waarin deze vogel werd ontdekt.

## Verspreiding en leefgebied
Deze soort komt voor in oostelijk Afrika en telt vier ondersoorten:
- A. a. aylmeri: zuidoostelijk Ethiopië en Somalië.
- A. a. boranensis: zuidelijk Ethiopië en noordelijk Kenia.
- A. a. keniana: van centraal Kenia tot noordoostelijk Tanzania.
- A. a. mentalis: noordelijk-centraal Tanzania.

## Status
De grootte van de populatie is niet gekwantificeerd maar de soort wordt omschreven als schaars tot zeer algemeen. Op de Rode lijst van de IUCN heeft deze soort de status niet bedreigd.